# Floorball Premier League (Singapur)
Die SFL Premier League ist die höchste Spielklasse im Floorball der Männer in Singapur. Sie wird von der Singapore Floorball League (SFL) organisiert, die darüber hinaus auch unterklassige Männerwettbewerbe sowie den Ligabetrieb der Frauen und Junioren in dem asiatischen Stadtstaat ausrichtet. Die erste Saison des Wettbewerbs fand 1997 unter der Bezeichnung National Floorball League statt, damals noch mit nur 6 teilnehmenden Teams.

## Modus
Die Spielzeit startet mit der Hauptrunde, in der alle Teams jeweils einmal gegeneinander antreten. Danach spielen die acht besten Teams der Liga im Best-of-Three-Modus die Play-offs aus. Nur das Finale ist ein einziges Entscheidungsspiel. Ursprünglich als Division 1 gegründet, wurde die höchste Herren-Spielklasse der SFL mit Beginn der Saison 2016/17 in Premier League umbenannt.

## Vereine 2024/25
- Orion Star (Meister)
- Nemesis (Hauptrundenerster)
- Wondersticks
- Skools Innebandy
- AINOS-NTN1
- XCEL Unihockey
- Salibandy Perhe Wolves
- Victoria School Floorball
- Merahan Knights
- Tazsilian
- Woodlands CSC Skyhawks
- Tampines Lynx
- IBK Dalen Moose
- NUS Eagles FC (Aufsteiger)

## Spielstätte
Alle Partien finden in der Mannschaftssporthalle des Our Tampines Hub statt. Dabei handelt es sich um ein integriertes Gemeinschafts- und Lifestyle-Gebäude in Tampines. Es befindet sich auf dem Gelände des ehemaligen Tampines Stadium und der Tampines Sports Hall und ist Teil der Entwicklung des Tampines Regional Centre. Der Mehrzweckkomplex wurde auf Grundlage der Rückmeldungen von 15.000 Anwohnern aus der Umgebung errichtet und am 6. August 2017 von Premierminister Lee Hsien Loong offiziell eröffnet. Die Mannschaftssporthalle bietet Platz für bis zu 1800 Zuschauer (Sitzplätze).

## Übertragungsrechte
Das Finale der Premier League 2020 wurde live über 1PlaySports übertragen und erreichte auf dem Kanal (via Facebook und YouTube) insgesamt über 5.000 Zuschauer.

## Meister
Für die Saisons vor 2015 liegen keine Informationen vor.
| Saison  | Meister                   |
| ------- | ------------------------- |
| 2015/16 | NUS Nemesis               |
| 2016/17 | NUS Nemesis               |
| 2017/18 | Black Wondersticks        |
| 2018/19 | Victoria School Floorball |
| 2019/20 | Black Wondersticks        |
| 2019/20 | kein Meister              |
| 2020/21 | kein Meister              |
| 2021/22 | kein Meister              |
| 2022/23 | Nemesis                   |
| 2023/24 | Orion Star                |
| 2024/25 | Orion Star                |

## Kooperationen mit schwedischen Clubs
2019 wurden zwei Partnerschaften zwischen schwedischen Unihockey-Clubs und lokalen Teams aus Singapur geschlossen:
- Black Wondersticks ist eine Partnerschaft mit Storvreta IBK eingegangen.
- IBK Dalen fusionierte mit Singapore Moose Warriors und bildete das schwedisch-singapurische Team IBK Dalen Moose.